# Michaël Geerts
Michaël Geerts (* 17. Januar 1995 in Antwerpen) ist ein belgischer Tennisspieler.

## Leben
Auf der ITF Junior Tour belegte Geerts mit Platz 170 seine höchste Position. Er nahm an keinem der großen Turniere teil.
Geerts begann zunächst ein Wirtschafts-Studium in Brüssel an der Vrije Universiteit Brussel. Für das letzte Jahr des Bachelorstudiums wechselte er an die Arizona State University, wo er auch College Tennis spielte. Nach dem Abschluss begann er ein Master-Studium im Fach Finance in Brüssel, das er 2020 abschloss. Während der gesamten Zeit spielte er auch Profiturniere, hauptsächlich zunächst auf der drittklassigen ITF Future Tour. Auf dieser gewann er 2014 im Doppel den ersten Titel, gefolgt von vier weiteren 2015 im Doppel und den zwei ersten im Einzel. Dieses Jahr schloss er mit Platz 511 auf seinen Karrierehoch ab.
Bis 2020 gewann er im Doppel insgesamt 10 Titel bei Futures. Im Einzel war er 2018 und 2019 je zweimal erfolgreich. Nach einem zwischenzeitlichen Absturz in der Rangliste, setzte sich Geerts ab 2019 in den Top 400 des Einzels fest und spielte ab diesem Jahr auch vereinzelt Turniere der ATP Challenger Tour. In Columbus konnte er dort erstmals ein Achtelfinale erreichen. 2020 bekam er beim Turnier in Antwerpen von den Turnierverantwortlichen eine Wildcard für die Einzel-Qualifikation und das Doppel. Im Einzel unterlag er Salvatore Caruso, während er im Doppel mit Yannick Mertens eine Paarung bildete und das Auftaktmatch gegen Zane Khan und Luca Nardi gewinnen konnte. Im Anschluss verloren sie gegen Pablo Andújar und Sander Arends. Platz 347 vom Dezember 2019 ist aktuell Geerts Karrierehoch.

## Erfolge
| Legende (Anzahl der Siege) |
| Grand Slam                 |
| ATP Finals                 |
| ATP Tour Masters 1000      |
| ATP Tour 500               |
| ATP Tour 250               |
| ATP Challenger Tour (3)    |

### Doppel

#### Turniersiege
| Nr. | Datum              | Turnier    | Belag       | Partner                | Finalgegner                    | Ergebnis   |
| --- | ------------------ | ---------- | ----------- | ---------------------- | ------------------------------ | ---------- |
| 1.  | 10. September 2022 | Cassis     | Hartplatz   | Joran Vliegen          | Romain Arneodo Albano Olivetti | 6:4, 7:66  |
| 2.  | 15. Oktober 2022   | Ismaning   | Teppich (i) | Patrik Niklas-Salminen | Fabian Fallert Hendrik Jebens  | 7:65, 7:68 |
| 3.  | 19. Juli 2025      | Bunschoten | Sand        | Tim Rühl               | Mats Hermans Mick Veldheer     | 7:5, 7:64  |